# White Pony
White Pony é o terceiro álbum de estúdio da banda americana de metal alternativo Deftones, lançado em 20 de junho de 2000, pela Maverick Records. Foi produzido por Terry Date, que produziu os dois primeiros álbuns da banda, Adrenaline (1995) e Around the Fur (1997). As sessões de gravação aconteceram entre agosto e dezembro de 1999 no Larrabee Sound Studios em West Hollywood e no The Plant Recording Studios em Sausalito, Califórnia.
O álbum marcou um crescimento significativo no som da banda, incorporando influências do post-hardcore, trip hop, shoegaze, rock progressivo e post-rock ao som do metal alternativo pelo qual se tornaram conhecidos.
White Pony também foi a primeira gravação a apresentar Frank Delgado como membro em tempo integral da banda como DJ e sintetizadores; Delgado já havia trabalhado com a banda como convidado especial em seus dois primeiros álbuns, produzindo efeitos sonoros em algumas canções. 
Foi também o primeiro álbum do Deftones que Chino Moreno começou a contribuir com partes de guitarra base.
A banda ganhou um Grammy pela Melhor Atuação de Metal com a canção "Elite" em 2001.

## Produção
Após férias de uma longa turnê de base para o álbum Around the Fur (1997), o Deftones entrou em estúdio em agosto de 1999 para produzir seu terceiro álbum de estúdio.
Segundo Moreno, White Pony foi o álbum mais difícil e demorado que a banda já fez. Chino Moreno também disse que não tinha nenhum tema sólido para o álbum, sendo que cada letra fala de um assunto diferente. O nome do álbum refere-se a uma gíria de rua para cocaína.[carece de fontes?]
White Pony é considerado um crescimento no som da banda, incorporando elementos de New Wave e Shoegaze no álbum. O álbum tem as participações especiais de Maynard James Keenan, vocalista do Tool na música "Passenger", Scott Weiland do Stone Temple Pilots em "RX Queen" e de Rodleen Getsic em "Knife Party".

## Lançamento
White Pony foi o maior sucesso comercial da banda até hoje, atingindo a posição 3 na Billboard 200 e 2 na Australian Albums Chart em sua primeira semana. Saíram 3 bem-sucedidos singles do álbum, as músicas "Change (In the House of Flies)", que acabou se tornando um Hit internacional, alcançando a posição 3 na parada Alternative Songs e a posição 15 nas paradas da UK Charts no Reino Unido, e ainda as músicas "Digital Bath" e "Back to School (Mini Maggit)", que foi tirado de uma versão especial do álbum com a capa branca.
O álbum foi certificado com um disco de platina em pela RIAA nos EUA em 2001, por vender 1 milhão de cópias lá e disco de ouro no Reino Unido, Austrália e Canadá. Também foi bem sucedido no Brasil, rendendo uma apresentação da banda na terceira edição do festival Rock In Rio.
E dia 20 de Julho também é o Aniversário do Vocalista Chino Moreno. O disco recebeu uma versão limitada com a capa vermelha com uma musica bonus "The Boy's Republic"

## Crítica
O álbum foi bem recebido pela crítica especializada, conseguindo 4 estrelas no AllMusic e 72/100 de aceitação no Metacritic. O álbum foi colocado na terceira posição dos melhores álbuns do ano da revista Kerrang! e entrou para a lista dos melhores álbuns da década da Metal Hammer, que também o elegeu, em 2020, como um dos 20 melhores álbuns de metal de 2000.
A banda ganhou um Grammy pela Melhor atuação de Metal com a canção "Elite" em 2001, vencendo das consagradas bandas Iron Maiden, Marilyn Manson, Pantera e Slipknot.
- allmusic  link
- Rolling Stone  link
- Sputnik Music link

## Faixas
1. "Back to school (Mini maggit)"_4:13
2. "Feiticeira" _ 3:12
3. "Digital Bath" _ 4:15
4. "Elite" _ 4:01
5. "RX Queen" _ 4:27
6. "Street Carp" _ 2:41
7. "Teenager"_ 3:20
8. "Knife Party" _ 4:49
9. "Korea" _ 3:23
10. "Passenger" _ 6:07
11. "Change (In the House of Flies)" _ 5:00
12. "Pink Maggit" _ 7:32

## Pessoal
Banda
- Stephen Carpenter - guitarra
- Chi Cheng - baixo
- Abe Cunningham - bateria
- Frank Delgado - teclados, eletrônica
- Chino Moreno - vocais, guitarra

Outro pessoal
- Kim Biggs - diretor de criação
- Robert Daniels - engenheiro assistente
- Terry Date - produção, mixagem
- DJ Crook - Programação
- Michelle Forbes - engenheiro assistente
- Scott Weiland - vocais adicionais (em "Rx Queen")
- Rodleen Getsic - vocais adicionais (em "Knife Prty")
- Maynard James Keenan[ - vocais adicionais (em "Passenger")
- Frank Maddocks - direção de arte, design
- James Minchin III - fotografia
- Scott Olsen - engenheiro, engenharia adicional
- Ted Regier - engenheiro assistente
- Jason Schweitzer - engenheiro assistente
- Howie Weinberg - masterização
- Ulrich Wild - engenharia adicional